# Short track na Zimowych Igrzyskach Azjatyckich 1999
Short track na Zimowych Igrzyskach Azjatyckich 1999 rozegrany został w południowokoreańskiej prowincji Gangwon. Zarówno kobiety, jak i mężczyźni, rywalizowali w pięciu konkurencjach.
Short track w programie tych zawodów pojawił się czwarty raz.

## Klasyfikacja medalowa
| Klasyfikacja medalowa | Klasyfikacja medalowa | Klasyfikacja medalowa | Klasyfikacja medalowa | Klasyfikacja medalowa | Klasyfikacja medalowa |
| Miejsce               | Reprezentacja         | Złoto                 | Srebro                | Brąz                  | Razem                 |
| --------------------- | --------------------- | --------------------- | --------------------- | --------------------- | --------------------- |
| 1                     | Korea Południowa      | 6                     | 3                     | 4                     | 13                    |
| 2                     | Chiny                 | 4                     | 5                     | 3                     | 12                    |
| 3                     | Japonia               | 0                     | 2                     | 2                     | 4                     |
| Razem                 | Razem                 | 10                    | 10                    | 9                     | 29                    |

## Medaliści
| Konkurencja          | 1. miejsce       | 2. miejsce     | 3. miejsce       |
| -------------------- | ---------------- | -------------- | ---------------- |
| Mężczyźni            |                  |                |                  |
| 500 metrów           | Lee Jun-hwan     | Feng Kai       | Satoru Terao     |
| 1000 metrów          | Feng Kai         | Kim Dong-sung  | Hideto Imai      |
| 1500 metrów          | Kim Dong-sung    | Feng Kai       | Lee Jun-hwan     |
| 3000 metrów          | Kim Dong-sung    | Lee Jun-hwan   | Yuan Ye          |
| Sztafeta 5000 metrów | Chiny            | Japonia        | Korea Południowa |
| Kobiety              |                  |                |                  |
| 500 metrów           | Yang Yang (A)    | Choi Min-kyung | Sun Dandan       |
| 1000 metrów          | Yang Yang (A)    | Wang Chunlu    | Kim Yun-mi       |
| 1500 metrów          | Kim Yun-mi       | Yang Yang (A)  | Yang Yang (S)    |
| 3000 metrów          | Kim Moon-jung    | Wang Chunlu    | Choi Min-kyung   |
| Sztafeta 3000 metrów | Korea Południowa | Japonia        | –                |